# Astronautgrupp 19

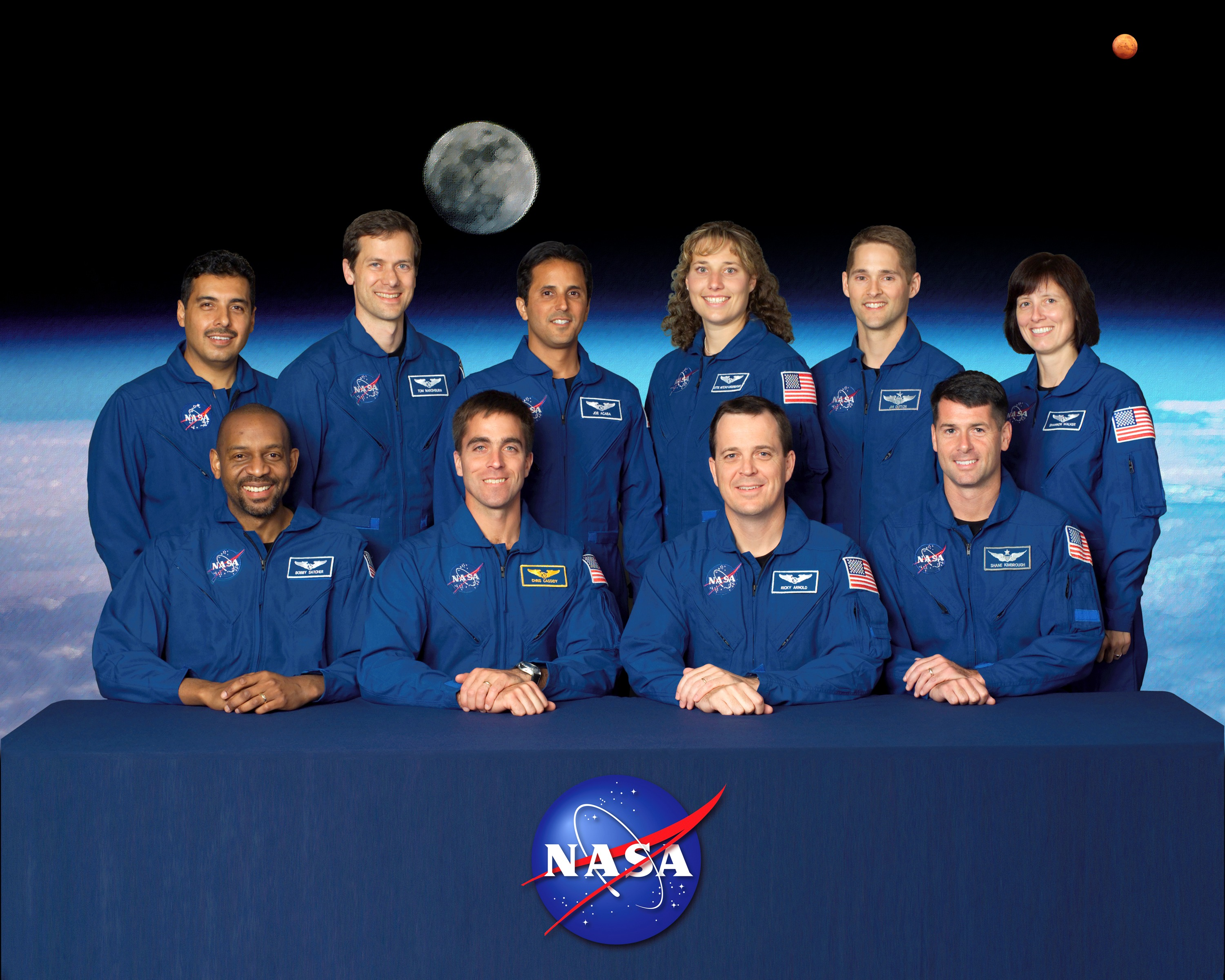
Astronautgrupp 19
Randolph J. Bresnik saknas

Astronautgrupp 19 är den nittonde grupp aspiranter som valts ut av NASA för att utbildas till astronauter. Namnen på deltagarna offentliggjordes 6 maj 2004. Gruppen blev den sista att flyga med de amerikanska rymdfärjorna.

## Rymdfararna
| Namn                            | Flygning                  | Notering |
| ------------------------------- | ------------------------- | -------- |
| Joseph M. Acaba                 | STS-119, Expedition 31/32 |          |
| Richard R. Arnold               | STS-119                   |          |
| Randolph Bresnik                | STS-129, Expedition 52/53 |          |
| Christopher J. Cassidy          | STS-127, Expedition 35/36 |          |
| James Dutton                    | STS-131                   |          |
| Jose M. Hernandez               | STS-128                   |          |
| Robert S. Kimbrough             | STS-126, Expedition 49/50 |          |
| Thomas H. Marshburn             | STS-127, Expedition 34/35 |          |
| Dorothy M. Metcalf-Lindenburger | STS-131                   |          |
| Robert L. Satcher               | STS-129                   |          |
| Shannon Walker                  | Expedition 24/25          |          |